# San Roque (Cádiz)
San Roque ist eine spanische Stadt in der Provinz Cádiz in Andalusien, nahe der britischen Exklave Gibraltar. Die nächsten Städte sind La Linea, Algeciras, der Ferienort Marbella, Málaga, Tarifa und Cádiz. San Roque liegt in der Nähe dreier Flughäfen und eines Schifffahrtshafens, wodurch Verkehrsverbindungen zu zahlreichen europäischen und afrikanischen Zielen gewährleistet sind. 

## Geschichte
San Roque wurde 1706 unter König Felipe V. durch spanische Einwohner von Gibraltar gegründet. Im Jahr 2006 feierte die Stadt ihr dreihundertjähriges Bestehen.

## Sehenswürdigkeiten
- Carteia, Ausgrabungen einer römischen Stadt

## Persönlichkeiten
- Alberto Casañal Shakery, Dichter
- Luis de Lacy Goutier, Armeeoffizier
- Juan Luis Galiardo (1940–2012), Schauspieler
- Carlos Pacheco (1961–2022), Comiczeichner und -autor

## Kirmes
Jedes Jahr findet in der zweiten Augustwoche auf dem Marktplatz von San Roque eine Kirmes statt, die von einem Umzug eingeleitet wird.

## Markt
Jeden Sonntag (außer eine Woche vor Kirmesbeginn und während der Kirmes) findet in San Roque ein Markt statt, auf dem man Lebensmittel, Kleidung und weitere Dinge kaufen kann. Er wird von den Einwohnern Mercadillo genannt.